# جيفري يونغ
جيفري يونغ (بالإنجليزية: Jeffrey Young) هو معالج نفسي وعالم نفس أمريكي، ولد في 9 مارس 1950.